# Тэриан, Микаэл Никитович
Микаэл Никитович Тэриа́н (1905—1987) — советский альтист, дирижёр и музыкальный педагог армянского происхождения. Народный артист Армянской ССР (1945).

## Биография
Родился 1 (14 июля) 1905 года в Москве. В 1919—1925 годах учился в Московской консерватории по классам скрипки Г. Н. Дулова и К. Г. Мостраса и камерного ансамбля Ф. М. Блуменфельда и Е. М. Гузикова. С 1923 года переключился на альт как основной инструмент, с 1924 года уделял преимущественное внимание ансамблевой игре в составе Квартета выдвиженцев Московской консерватории (с 1932 года — Квартет имени Комитаса); в этом коллективе играл (с небольшим перерывом) до 1947 года, затем участвовал в выступлениях квартета под руководством Д. Ф. Ойстраха. Одновременно в 1926—1931 и 1941—1945 годах играл на альте в оркестре ГАБТ.
Дирижёрская карьера Тэриана была связана, прежде всего, с оркестром студентов Московской консерватории, которым он в том или ином виде руководил с 1946 года и до конца жизни. Этот оркестр успешно концертировал в СССР и за рубежом, осуществил ряд записей. Кроме того, в 1957—1960 годах Тэриан возглавлял Симфонический оркестр Московской областной филармонии, а в 1965—1966 годах — Государственный симфонический оркестр Армянской ССР.
В 1957 году в Москве Тэриан дирижировал премьерой осуществлённой Семёном Богатырёвым реконструкции уничтоженной самим композитором Симфонии ми-бемоль мажор Петра Ильича Чайковского.
С 1935 года Тэриан преподавал в МГК имени П. И. Чайковского, вёл классы альта и камерного ансамбля, с 1961 года заведовал кафедрой оперно-симфонического дирижирования. Среди его учеников альтисты Генрих Талалян и Галина Одинец. Тэриан — автор «Шести этюдов для альта» и музыки к ряду драматически спектаклей.
Умер 13 октября 1987 года. Похоронен в Москве на Армянском кладбище.

## награды и премии
- заслуженный деятель искусств Армянской ССР
- народный артист Армянской ССР (1945)
- Сталинская премия второй степени (1946) — за концертно-исполнительскую деятельность в составе квартета имени Комитаса
- орден Трудового Красного Знамени (14.10.1966) — за заслуги в подготовке высококвалифицированных музыкальных кадров и в связи со 100-летием Московской государственной консерватории им. П. И. Чайковского
- орден «Знак Почёта» (04.11.1939) — «за выдающиеся заслуги в деле развития армянского театрального и музыкального искусства»
- орден «Знак Почёта» (14.11.1980) — за большую работу по подготовке и проведению Игр XXII Олимпиады[4]
- медали